# Batalla de Pantina
La Batalla de Pantina se libró entre el Imperio bizantino y el Principado serbio en 1167. El resultado fue la coronación de Stefan Nemanja.

## Antecedentes
Tihomir tenía a Nemanja capturado y encadenado después de que hubiese construido monasterios el permiso de aquel; fueron incautadas sus tierras, pero los seguidores de Nemanja conspiraron para que la Iglesia creyese que Tihomir había hecho todo esto a causa de su desacuerdo con la construcción de los templos y de este modo se convirtió en el blanco del clero, algo que podría impulsar el respeto de Nemanja. Nemanja fue posteriormente liberado y recuperó algunas de sus tierras.

## Batalla
Lo bizantinos reunieron un ejército para Tihomir, que entró en Rascia desde Skopie. Los dos ejércitos chocaron en Pantina cerca de Zvečan, en el moderno Kosovo. En una batalla decisiva, la hueste bizantina fue aplastada y rápidamente comenzó a retirarse. Tihomir se ahogó en el río Sitnica y los restantes hermanos de Nemanja fueron indultados por el vencedor, al que reconocieron como señor supremo de Serbia; Esteban fue coronado «rey de todos los Serbios».

## Consecuencias
La batalla fue decisiva porque aseguró la unidad de todos los príncipes serbios y su sometimiento a Esteban Nemanja. Esto abrió el camino para la consolidación de Serbia y su posterior transformación en reino.
- Datos: Q4871982